# Політична самоосвіта
«Политичиское самообразование» (укр. Політична самоосвіта) — щомісячний журнал ЦК КПРС. Видавався з 1957 (до січня 1960 називався «На допомогу політичній самоосвіті»). Публікував теоретичні статті, навчально-методичні консультації, відповіді на запитання читачів з актуальних проблем наукового комунізму, ленінського ідейної спадщини, зовнішньої і внутрішньої політики КПРС і радянської держави, розвиток світової системи соціалізму, комуністичного, робочого руху; висвітлював досвід ідеологічної роботи і партійної освіти, рецензував суспільно-політичну літературу. Розрахований на пропагандистів і слухачів шкіл і університетів системи партійної освіти, лекторів, доповідачів, партійних та наукових працівників, викладачів вищих і середніх навчальних закладів, на тих, хто самостійно вивчає марксизм-ленінізм. Тираж в 1974 році становив понад 2 млн примірників